# 捕鯨船海崖
60°43′S 45°39′W / 60.717°S 45.650°W
捕鯨船海崖（英語：Whalers Bluff），是南極洲的海崖，位於南奧克尼群島的西格尼島，處於耶布森港以東，海拔高度210米，由英國南極名稱諮詢委員會命名，現時由南極條約體系管理。